# آب‌انبار شور
آب‌انبار شور، آب‌انباری است مربوط به دوره صفوی که در ۲۰۰ متری رباط شور در دهستان حومه از توابع بخش مرکزی شهرستان فردوس واقع شده‌است. این اثر در تاریخ ۶ اسفند ۱۳۸۵ با شمارهٔ ثبت ۱۷۴۱۸ به‌عنوان یکی از آثار ملی ایران به ثبت رسیده است.